# تغنیس
تغنیس (ارمنی: Թեղենիս) کوهی که در استان‌های کوتایک و آراگاتسوتن در کشور ارمنستان و واقع شده است و ۲۸۵۱ متر از سطح دریا ارتفاع دارد. کوه تغنیس در رشته‌کوه تساغکونی قرار دارد.